# Корча (округ)
Корча (алб. Rrethi i Korçës) — один из 36 округов Албании.
Округ занимает территорию 1752 км² и относится к области Корча. Административный центр — город Корча.

## Географическое положение
Округ находится в горах на юго-востоке страны. Даже котловина города Корча лежит на высоте 850 м над уровнем моря. На западе и северо-западе округа горы достигают высоты почти 2400 м, на северо-востоке — 2300 м, а на юге — 2000 м.
Только узкая долина реки Деволи к западу от города Малики лежит на высоте менее 800 м. Река пересекает округ с востока на запад, за городом Малики она поворачивает в направлении Адриатического моря по узкой долине среди гор.
Бессточное озеро Преспа, до которого можно добраться только через лежащий на высоте 1100 м перевал Дзвезда, и горы на юге округа являются национальными парками территорией более 290 км².
Котловина Корча занимает территорию 35 км в длину и 15 км в ширину. Местность вокруг города Малики раньше была сильно заболочена, и там находилось озеро. После Второй мировой войны болота, а также озеро Малики, питаемое рекой Деволи, были осушены. В ходе мелиорационных работ были обнаружены многочисленные находки эпохи неолита и бронзового века: так, в селе Барчи обнаружен некрополь XIII—VI века до н. э.
Осушенные территории использовались в дальнейшем как сельскохозяйственные угодья для выращивания сахарной свёклы.

## Климат
Высокогорное положение округа обуславливает холодную зиму с большим количеством снега.
Средняя температура января — около 1 °C, в июле — 18 °C.

## Экономика и промышленность
На территории округа, прежде всего в северной части ведётся добыча бурого угля.
Имеется сахарная промышленность в городах Корча и Малики.

## Население
В настоящее время около 25 % населения округа относится к национальным меньшинствам. В горных районах живут аромуны, а на побережье Большого Преспанского озера (села Личенас/Пустец, Туминец и др.) — македонцы. В Корче много цыган.
Две трети населения — мусульмане. 1/3 — православные.

## Транспорт
Недавно построенная автострада, проходящая через Билишт, соединяет Корчу с соседней Грецией.
Ещё одна важная дорога проходит в северном направлении в Поградец, а оттуда в центральную Албанию и Охрид в Республике Македония.

## Административное деление
Округ территориально разделен на два города: Корча и Малики и 16 общин: Булгарец, Дренова, Гора, Lekas, Либоник, Liqenas, Моглица, Mollaj, Pirg, Pojan, Qendër Bulgarec, Vithkuq, Voskop, Воскопоя, Vreshtas.